# Calodexia flavescens
Calodexia flavescens là một loài ruồi trong họ Tachinidae.